# マヌスプレート
マヌスプレート（英語: Manus Plate）は、ニューギニア島の北西、ビスマルク海に存在する小規模なプレート。ニューハノーバー島の南に位置する。北ビスマルクプレートと南ビスマルクプレートに挟まれている。